# Campionati europei di tuffi 2012 - Trampolino 3 metri maschile
La gara del trampolino da 3 metri maschile degli Europei 2012 è stata disputata il 17 maggio 2012 e vi hanno partecipato 27 atleti. Le qualificazioni si sono svolte al mattino e i primi 12 classificati hanno avuto accesso alla finale del pomeriggio.

## Medaglie
| Posizione | Atleta           | Paese    |
| --------- | ---------------- | -------- |
| Oro       | Matthieu Rosset  | Francia  |
| Argento   | Patrick Hausding | Germania |
| Bronzo    | Ilya Zakharov    | Russia   |

## Qualifiche
| Pos. | Atleta              | Nazione       | Punti  |
| ---- | ------------------- | ------------- | ------ |
| 1    | Evgenij Kuznecov    | Russia        | 481.70 |
| 2    | Patrick Hausding    | Germania      | 465.60 |
| 3    | Matthieu Rosset     | Francia       | 457.65 |
| 4    | Illya Kvasha        | Ucraina       | 432.00 |
| 5    | Javier Illana       | Spagna        | 417.10 |
| 6    | Il'ja Zacharov      | Russia        | 404.65 |
| 7    | Yorick de Bruijn    | Paesi Bassi   | 404.60 |
| 8    | Christopher Mears   | Gran Bretagna | 399.35 |
| 9    | Damien Cély         | Francia       | 393.50 |
| 10   | Jack Laugher        | Gran Bretagna | 391.65 |
| 11   | Sascha Klein        | Germania      | 390.70 |
| 12   | Stefanos Paparounas | Grecia        | 382.60 |
| 13   | Tommaso Rinaldi     | Italia        | 377.70 |
| 14   | Andrzej Rzeszutek   | Polonia       | 372.55 |
| 15   | Oleksiy Prygorov    | Ucraina       | 370.00 |
| 16   | Constantin Blaha    | Austria       | 364.60 |
| 17   | Ramon De Meijer     | Paesi Bassi   | 353.00 |
| 18   | Jesper Tolvers      | Svezia        | 341.80 |
| 19   | Espen Valheim       | Norvegia      | 337.40 |
| 20   | Andrei Pawluk       | Bielorussia   | 336.35 |
| 21   | Youheni Karaliou    | Bielorussia   | 314.90 |
| 22   | Fabian Brandl       | Austria       | 301.70 |
| 23   | Andrea Aloisio      | Svizzera      | 291.25 |
| 24   | Artur Cislo         | Polonia       | 282.10 |
| 25   | Otto Lehtonen       | Finlandia     | 254.75 |
| 26   | Tamás Kelemen       | Ungheria      | 249.05 |
| 27   | Michele Benedetti   | Italia        | 248.55 |

## Finale
| Pos. | Atleta              | Nazione       | Punti  |
| ---- | ------------------- | ------------- | ------ |
|      | Matthieu Rosset     | Francia       | 504.00 |
|      | Patrick Hausding    | Germania      | 502.75 |
|      | Il'ja Zacharov      | Russia        | 493.80 |
| 4    | Evgenij Kuznecov    | Russia        | 492.45 |
| 5    | Illya Kvasha        | Ucraina       | 486.50 |
| 6    | Jack Laugher        | Gran Bretagna | 475.75 |
| 7    | Sascha Klein        | Germania      | 439.95 |
| 8    | Christopher Mears   | Gran Bretagna | 417.45 |
| 9    | Javier Illana       | Spagna        | 412.95 |
| 10   | Stefanos Paparounas | Grecia        | 408.55 |
| 11   | Yorick de Bruijn    | Paesi Bassi   | 389.10 |
| 12   | Damien Cély         | Francia       | 388.10 |

## Fonti
- (EN)  Omegatiming.com - Qualifiche[collegamento interrotto]
- (EN)  Omegatimng.com - Finale